# Xestia laevis
Xestia laevis là một loài bướm đêm trong họ Noctuidae.